# سمندرک‌های کوچک
سمندرک‌های کوچک (نام علمی: Lissotriton) نام یک سرده از تیره سمندران است.

## گونه‌ها
- سمندرک بوسکاچ (Lissotriton boscai)
- Palmate Newt (Lissotriton helveticus)
- Italian Newt (Lissotriton italicus)
- Carpathian Newt (Lissotriton montandoni)
- سمندرک لطیف (Lissotriton vulgaris)